# 瞿國英
瞿國英（葡萄牙語：Koi Kuok Ieng，1945年—），生於廣東省，澳門退休官員。前澳門特別行政區政府衛生局局長以及副局長、仁伯爵綜合醫院院長、仁伯爵綜合醫院醫務主任、仁伯爵綜合醫院骨科主任，前中國大陸中醫跌打醫生，澳門骨科專業醫生。

## 簡歷
瞿國英，1945年生於廣東省，1967年大學畢業於中國大陸，骨科專業醫學系，畢業前加入中國大陸醫院擔任骨科實習醫生，畢業後加入跌打館擔任中醫跌打醫生。
1975年移民澳門，加入仁伯爵綜合醫院擔任骨科醫生，1978年升任仁伯爵綜合醫院擔任骨科主治醫生直至1980年，1980年升任仁伯爵綜合醫院擔任骨科專科醫生直至1983年，1983年升任仁伯爵綜合醫院擔任骨科顧問醫生直至1985年，1985年升任仁伯爵綜合醫院擔任骨科主任直至1990年，1990年擔任仁伯爵綜合醫院醫務主任直至1995年，1995年獲澳葡政府衞生司司長委任為仁伯爵綜合醫院院長，1999年擔任衛生局副局長，2001年獲時任社會文化司司長委任接替退休的申道恕擔任衛局局長直至2008年退休。
| 政府职务      | 政府职务                                                 | 政府职务      |
| ------------- | -------------------------------------------------------- | ------------- |
| 前任： 申道恕 | 澳門特別行政區政府衛生局局長 2001年4月1日－2008年3月31日 | 繼任： 李展潤 |